# Кипруто, Бримин
Бримин Кипроп Кипруто — кенийский легкоатлет, который специализируется в беге на 3000 метров с препятствиями.
На Олимпийских играх 2004 года выиграл серебряную медаль. Занял 3-е место на чемпионате мира 2005 года. 1-е место на чемпионате мира 2007 года. Победитель Гран-при Шанхая 2011 года с результатом 8.02,28. На олимпийских играх 2012 года вышел в финал, однако в финальном забеге упал, и в итоге занял 5-е место. Победитель 4-мильного пробега 4 Mijl van Groningen 2012 года.

## Достижения
Бриллиантовая лига
- 2010:  Adidas Grand Prix – 8.18,92
- 2010:  Athletissima – 8.01,62
- 2010:  Meeting Areva – 8.00,90
- 2010:  Aviva London Grand Prix – 8.20,77
- 2011:  Shanghai Golden Grand Prix – 8.02,28
- 2011:  Bislett Games – 8.05,40
- 2011:  Herculis – 7.53,64
- 2012:  Meeting Areva – 8.01,73
- 2012:  Memorial Van Damme  – 8.03,11
- 2014:  Qatar Athletic Super Grand Prix — 8.04,64

## Личные рекорды
- 1500 метров - 	3:35.23 (2006)
- 3000 метров  -	7:47.33 (2006)
- 2000 метров с/п  -	5:36.81 (2001)
- 3000 метров с/п  -	7:53.64 (2011)